# Krzysztof Wojtyczek
Krzysztof Mariusz Wojtyczek (* 19. Februar 1968 in Krakau) ist ein polnischer Jurist und ehemaliger Richter am Europäischen Gerichtshof für Menschenrechte.

## Leben und Wirken
Nach dem Studium der Rechtswissenschaften erwarb Wojtyczek 1991 an der Jagiellonen-Universität in Krakau seinen Magister der Rechtswissenschaften. Anschließend war als Juniordozent an der Universität tätig, ab 1999 als Dozent. 1998 promovierte er in Krakau zum Dr. iur. und war anschließend als wissenschaftlicher Berater am polnischen Verfassungsgerichtshof tätig. Von 2000 bis 2012 war er Direktor des Instituts für französisches Recht an der Universität Krakau. 2009 habilitierte er sich und erhielt die Venia legendi unter anderem für Staats- und Verfassungsrecht. 2009/10 war er Mitglied einer Expertenkommission zum Entwurf eines neuen Kapitels der polnischen Verfassung, das die Mitgliedschaft in der Europäischen Union statuieren sollte. Seit 2010 ist er ordentlicher Professor an der Jagiellonen-Universität Krakau und hat dort den Lehrstuhl für Verfassungsrecht inne. Im Juni 2012 wurde er als Nachfolger von Lech Garlicki als Vertreter Polens zum Richter am Europäischen Gerichtshof für Menschenrechte gewählt. Er trat seine eigentlich nur bis 2021 dauernde Amtszeit am 1. November 2012 an. In Urteilen, die sich mit dem Zustand der Rechtsstaatlichkeit in Polen befassen und die Polen regelmäßig vor dem EGMR verliert, publiziert Wojtyczek abweichende Stellungnahmen. Dies wird in Zusammenhang mit der Neubesetzung der polnischen Richterstelle, über die die Regierung entscheidet, gesehen. Erst 2024 konnte eine Nachfolgerin für Wojtyczek, der seine Amtszeit um mehr als drei Jahre überzogen hatte, gefunden werden: am 16. Dezember 2024 wurde Anna Adamska-Gallant als seine Nachfolgerin vereidigt.

## Werke (Auswahl)
- Granice ingerencji ustawodawczej w sferę praw człowieka w Konstytucji RP, Zakamycze, Krakau 1999 (Dissertation)
- Konstytucja Państwa Izrael [Verfassung des Staates Israel], Biblioteka Sejmowa, Warschau 2001
- Przekazywanie kompetencji państwa organizacjom międzynarodowym. Wybrane zagadnienia prawnokonstytucyjne [Übertragung staatlicher Hoheitsrechte auf internationale Organisationen. Ausgewählte verfassungsrechtliche Fragen.] Wydawnictwo Uniwersytetu Jagiellońskiego, Krakau 2007

Darüber hinaus übersetzte und kommentierte Wojtyczek zusammen mit seiner Ehefrau Agnieszka Wojtyczek-Bonnand unter anderem die Verfassungsordnungen Chiles, Monacos, Luxemburgs, Südafrikas und Brasiliens ins Polnische.